# Исчезнувшие (телесериал, Россия)
«Исчезнувшие» — российский телесериал 2009 года по мотивам повести И. Болгарина и В. Смирнова «Обратной дороги нет». Ремейк одноимённогo фильма 1970 года.

## Сюжет
1942 год. Бежавший из плена майор Топорков пробирается в окружённый немцами партизанский лагерь. Майор просит командира отряда дать ему обоз с оружием, чтобы пробиться к концлагерю: заключённые готовят восстание для того, чтобы уничтожить электростанцию, чтобы вывести из строя аэродром. Командир предупреждает Топоркова — в его отряде есть предатель, снабжающий немцев информацией и выдавший все подпольные явки. Он попытается войти в состав группы, сопровождающей обоз. Командир партизанского отряда и комиссар пустили слух о том, что нужны добровольцы в обоз, чтобы отвезти оружие в кочетковский отряд Чемодурова, которому все время удается оторваться от фашистов, и ввиду этого у последних постоянная нехватка оружия. В ряды добровольцев просится молоденький партизан Мошкин, отец которого служил полицейским. Всего в состав обоза входят восемь человек: Топорков, Гонта, Андреев, Лёвушкин, Степан, Широков, Беркович, Бертолет. Командир партизанского отряда дает майору часы и дает наставление о том, что у последнего есть всего пять дней. После первого привала майор находит в гильзе снаряда 76-мм пушки, возле которой был привал, записку о составе обоза и партизанах. Под подозрением Топоркова оказываются почти все.
Во время второго привала Галка догоняет обоз. Утром Мошкина с перерезанным горлом находит Андреев и показывает это майору. Андреев предполагает, что парня убили не немцы. Топорков говорит, что об этом нечего рассказывать остальным.
Майор с Лёвушкиным натыкаются на повешенный на дереве труп, где палачом указан некий Каминский и последний рассказывает подробно о нем и его Локотской республике, которую партизаны два раза пытались взять, но потерпели неудачу, а также о том, как его партизанского разведчика отправили в эту столицу для того, чтобы совершить покушение на главу республики, которое закончилось провалом, и ему еле удалось спастись. Вместе с Берковичем в его родную деревню идет Старшина Широков, и они оба обнаруживают дом, в котором царил беспорядок. В это время на грузовике подъехала группа эсэсовцев, Широков бросает Берковича, перед этим дав ему две гранаты. Последний подрывает себя и врагов гранатой. Широков говорит, что не знает куда девался Беркович. В ту же ночь Бертолет и Лёвушкин пытаются взять «языка», но Бертолет по неопытности убивает его своим сапёрным ножом. У убитого офицера находят карту, в конце которой указано минное поле, куда пытаются прижать партизан эсэсовцы, а также бумагу, в которой указаны семеро партизан включая женщину.
Вскоре во время стычки партизан с эсэсовцами, Широков решив, что с их командованием что-то не так, стреляет в конюха Степана и с помощью немецкой листовки пропаганды (которую старшина забрал с собой в деревне Берковича) пытается перейти на немецкую сторону, но дезертира ловит пошедший вслед Лёвушкин. Гонта собирается расстрелять дезертировавшего старшину из его же автомата который по словам Широкова неисправен, но Топорков дает бежать Широкову и сообщает всем оставшимся партизанам, что это ложный обоз, с целью отвлечь внимание фашистов, чтобы дать пройти настоящему обозу, движущемуся совершенно другим маршрутом. Дойдя до болота, Топорков снова находит записку. Майор не сомневается, что в обозе всё ещё находится предатель, несмотря на исчезнувших Мошкина, Берковича и Широкова. Спасаясь от следующих за ними немцев, партизаны переходят через болото и оказываются на острове. На следующее утро фашисты начинают обстрел из минометов, и отряду пришлось уходить с острова, а Гонта остается прикрывать отход группы и погибает от взорвавшихся рядом с ним мин.
В лесу группа обозников приходит в избушку, где они находят Сыромягина, которого укрыла девушка Фрося (ранее он бежал вместе с майором, но потом ушел в сторону кочетковского хутора). Также Фрося узнает в старом партизане Андрееве бывшего бургомистра. Майор решает оставить Галку и Степана в избушке, а сам с Андреевым, Бертолетом и Лёвушкиным продолжить путь, чтобы привлечь внимание эсэсовцев. Перед тем как попрощаться Галка с Бертолетом разговаривают друг другом. Оказывается, Галке, будучи засланной в Локоть за сведениями, пришлось заночевать у одной семьи, а затем убить одного неожиданно появившегося и приставшего к ней немца. В качестве возмездия камины вырезали эту семью вместе с детьми. Галка считает, что она виновна в их смерти. Бертолет рассказал о том, что один раз он пустил под откос поезд, в котором вместо немцев оказались русские девушки. На лесной дороге Топорков с тремя оставшимися с ним партизанами натыкаются на двух полицейских-близнецов, и Лёвушкин забирает у одного из них кепку и убивает его из снайперской винтовки, позволив сбежать второму (у которого он забрал знаки отличия). Ночью Степан с Галкой уходят в лес, а заснувших Сыромягина с Фросей застают врасплох каминцы во главе с Каминским и последний спрашивает, где находятся остальные партизаны. На следующий день группа выходит к полуразрушенному мосту, и Андреев с Лёвушкиным принимаются его восстанавливать, а Бертолет с майором втайне от них переустанавливать мины, чтобы заманить эсэсовцев в ловушку.
В это время над ними пролетают самолеты, и Лёвушкин понимает, куда двигается настоящий обоз и говорит Андрееву, что он убил Мошкина, после чего смертельно ранит Андреева ножом. Потом он находит майора и говорит ему про свою догадку — куда идет настоящий обоз с оружием, а также спрашивает, куда пропал француз (после переустановки мин для фашистов майор приказывает саперу уйти в лес противоположным путем). Во время разговора с Лёвушкиным, который рассказывает, как его наградят вторым железным крестом а также в частности про вооруженные силы Локотской республики, у Топоркова останавливается сердце, что очень злит предателя, который не сразу заметил смерть майора. Затем Лёвушкин выходит на дорогу, выкидывает шапку со звездочкой, надевает вместо неё кепку у отнятого им ранее полицейского и берет в ладонь повязку. Выехавшие на встречу мотоциклисты подрываются на минах, а остальные начинают обстреливать его, решив что он специально заманил тех на минное поле. В это же время Галка со Степаном, и одиноко идущий в лесу Бертолет наблюдают за взрывами электростанции вдали, которые устроили восставшие заключённые из концлагеря с партизанами, пришедшими с настоящим обозом с оружием. Параллельно с этим мертвого майора Топоркова закидывают землей с листьями.

## В ролях
- Кирилл Пирогов — майор Топорков, бежавший из концлагеря
- Егор Пазенко — Гонта, в прошлом майор, партизан с пулемётом
- Владимир Толоконников — Андреев, партизан со снайперской винтовкой
- Николай Иванов — Лёвушкин, партизанский разведчик
- Александр Воробьёв — Широков, старшина
- Михаил Трухин — Беркович, партизан, парикмахер
- Андрей Феськов — Белов, партизан, сапёр (среди партизан известен как француз Бертолет)
- Иван Паршин — Степан, партизан, говорящий на украинском языке
- Елена Лядова — Галка, партизанская медсестра
- Митя Лабуш — Мошкин, партизан, сын полицая
- Павел Трубинер — Сыромягин, заключённый концлагеря, бежавший вместе с майором Топорковым (роль озвучил Алексей Гуськов)
- Светлана Чуйкина — Фрося, девушка, укрывшая Сыромягина
- Владимир Капустин — командир партизанского отряда
- Владимир Большов — заместитель командира отряда, комиссар, до войны был милиционером
- Александр Матвеев — Петро

## Награды и номинации
ТЭФИ (2009) — телевизионный художественный фильм, мини-сериал